# Noorderpark (metrostation)
Noorderpark is een van de metrostations van metrolijn 52, ook wel de Noord/Zuidlijn genoemd.

## Geografie
Het station ligt in Amsterdam-Noord, pal naast het Noordhollandsch Kanaal op de kruising van de Nieuwe Leeuwarderweg en de Johan van Hasseltweg, met één uitgang aan de noordzijde van het perron. Deze uitgang sluit aan op een nieuw gebouwd viaduct over de Nieuwe Leeuwarderweg. Tot maart 2012 was dit station bekend onder de naam Johan van Hasseltweg. Rondom die tijd zijn ten noorden van het viaduct waaraan het station gebouwd is het Volewijkspark en het Florapark samengevoegd tot één groot nieuw park, het Noorderpark. Het metrostation is hier vervolgens naar vernoemd.
Het station, een ontwerp van Benthem Crouwel Architekten, heeft een eilandperron van circa 125 meter lang en circa 10 meter breed. Ter plaatse van de enige toegang aan de noordzijde verbreedt het perron zich tot circa 14 meter. Tevens is er een klein busplatform aangelegd.

## Geschiedenis
Men verwacht een aantal van 33.000 in- en uitstappende reizigers per dag op dit station. Ten zuiden van dit station gaat de metro onder het IJ door naar het Centraal Station. Aanvankelijk zou alleen de entree van het station voorzien worden van een overkapping. Op het perron waren eenvoudige abri's en windschermen gepland. In 2013 werd alsnog besloten ook een groot deel van het perron te overkappen. Hiertoe werd het ontwerp voor het station gewijzigd. Op korte loopafstand is het oudste tuindorp van Amsterdam-Noord gelegen: Vogeldorp. 
In de omgeving komen kantoren, onderwijsinstellingen en horeca die door de metrohalte een goede bereikbaarheid krijgen. Op het nabijgelegen Mosveld is een nieuw wijkwinkelcentrum met marktplein verrezen, wat ook een functie voor de nieuwbouwwijk Overhoeks moet gaan vervullen. De werkzaamheden voor de constructie van deze halte zijn in de zomer van 2005 gestart. De bouw van het nieuwe viaduct met een pompkelder ten behoeve van het afvoeren van overtollig regenwater, de reconstructie van de rijbanen en de ruwbouw van dit station zijn in het voorjaar van 2008 afgerond.
In de Amsterdamse OV-Visie 2008-2020 wordt het station genoemd als mogelijk eindpunt voor een verlengde Ringlijn (Metrolijn 50), zij het op lange termijn. In mei 2013 selecteerde een speciale commissie van de gemeente een kunstwerk van Persijn Broersen en Margit Lukács voor dit station. Het betreft een serie van zeven poorten van verschillende grootte, opgebouwd uit metselwerk, die op het zuidelijke uiteinde van het perron zijn geplaatst. het kreeg de titel Poorten van Noord.

## Gedenkteken
Op 20 december 2022 werd onder het viaduct, op de noordwand van het perron het Gedenkteken Lancaster onthuld.

## Fotogalerij

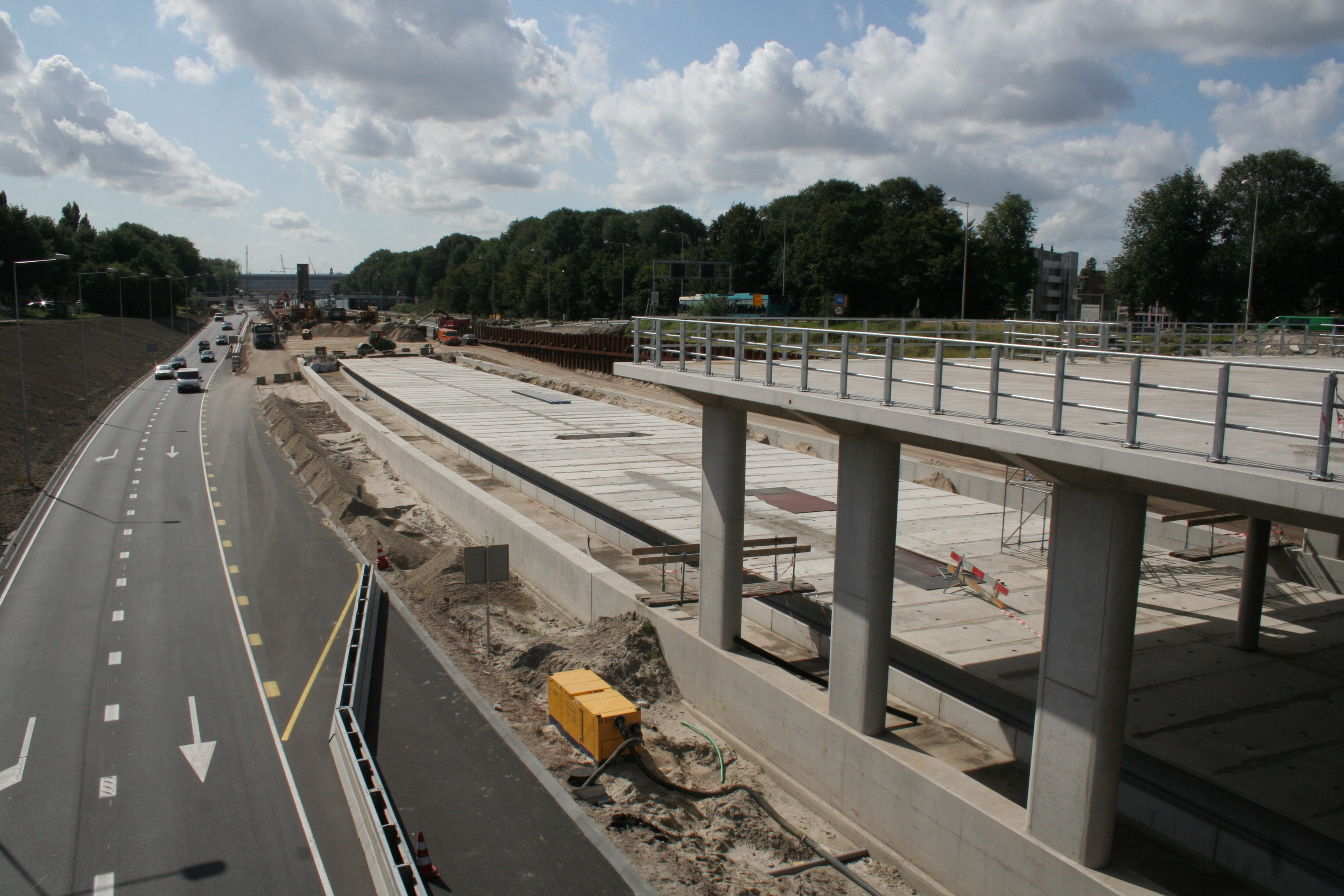
Ruwbouw, september 2008
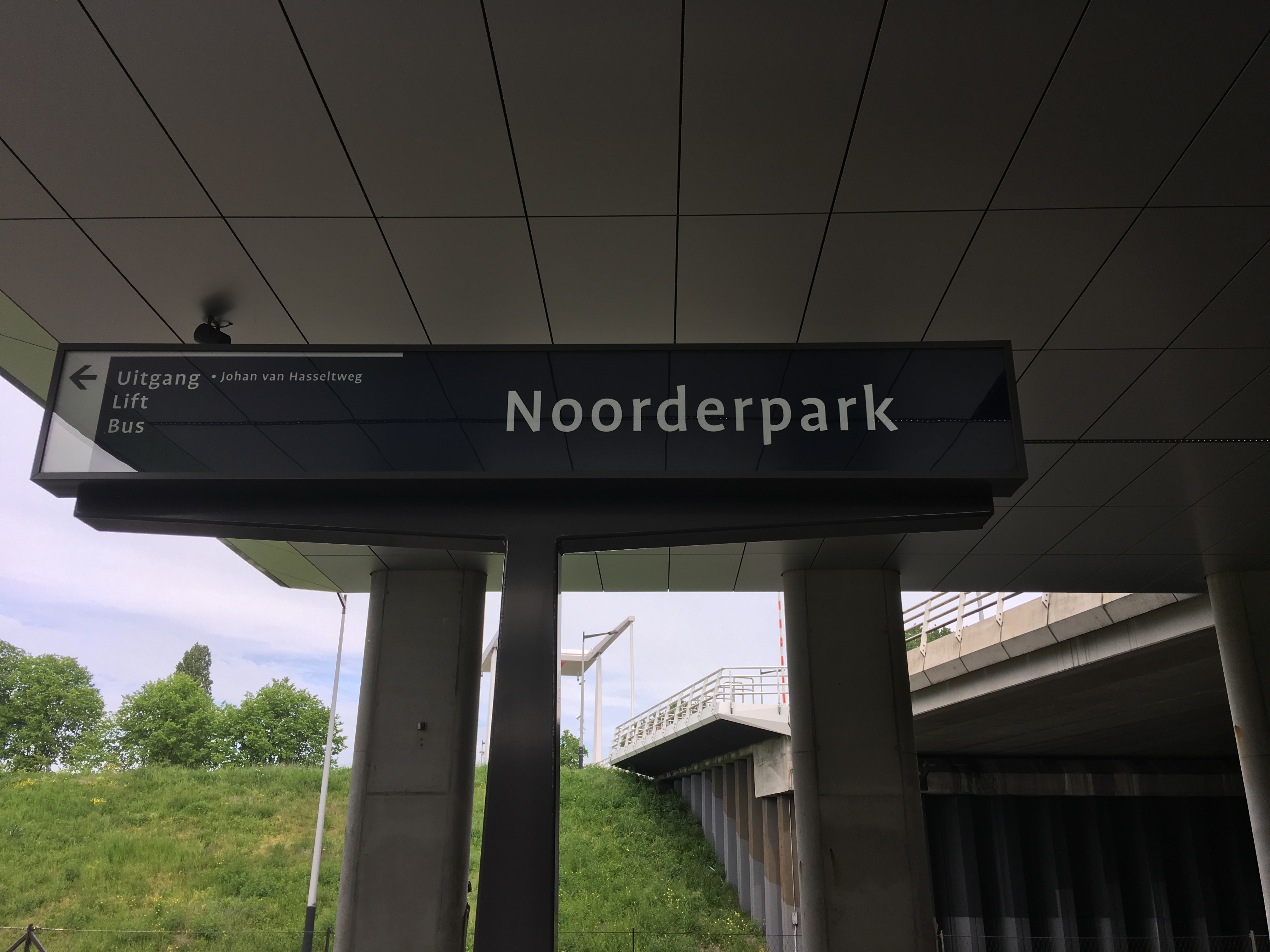
Stationsbord metrostation Noorderpark
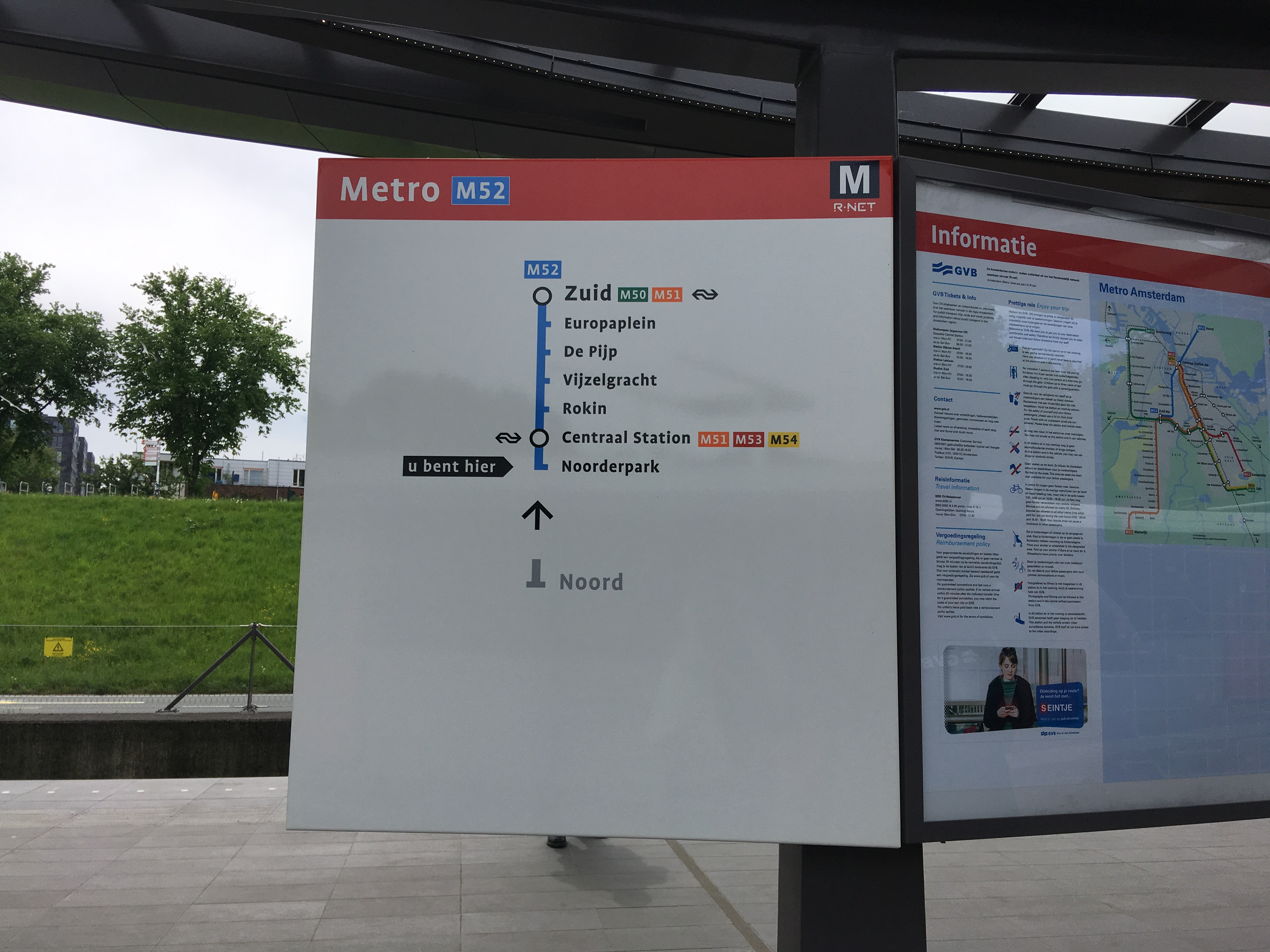
Routebord metrostation Noorderpark
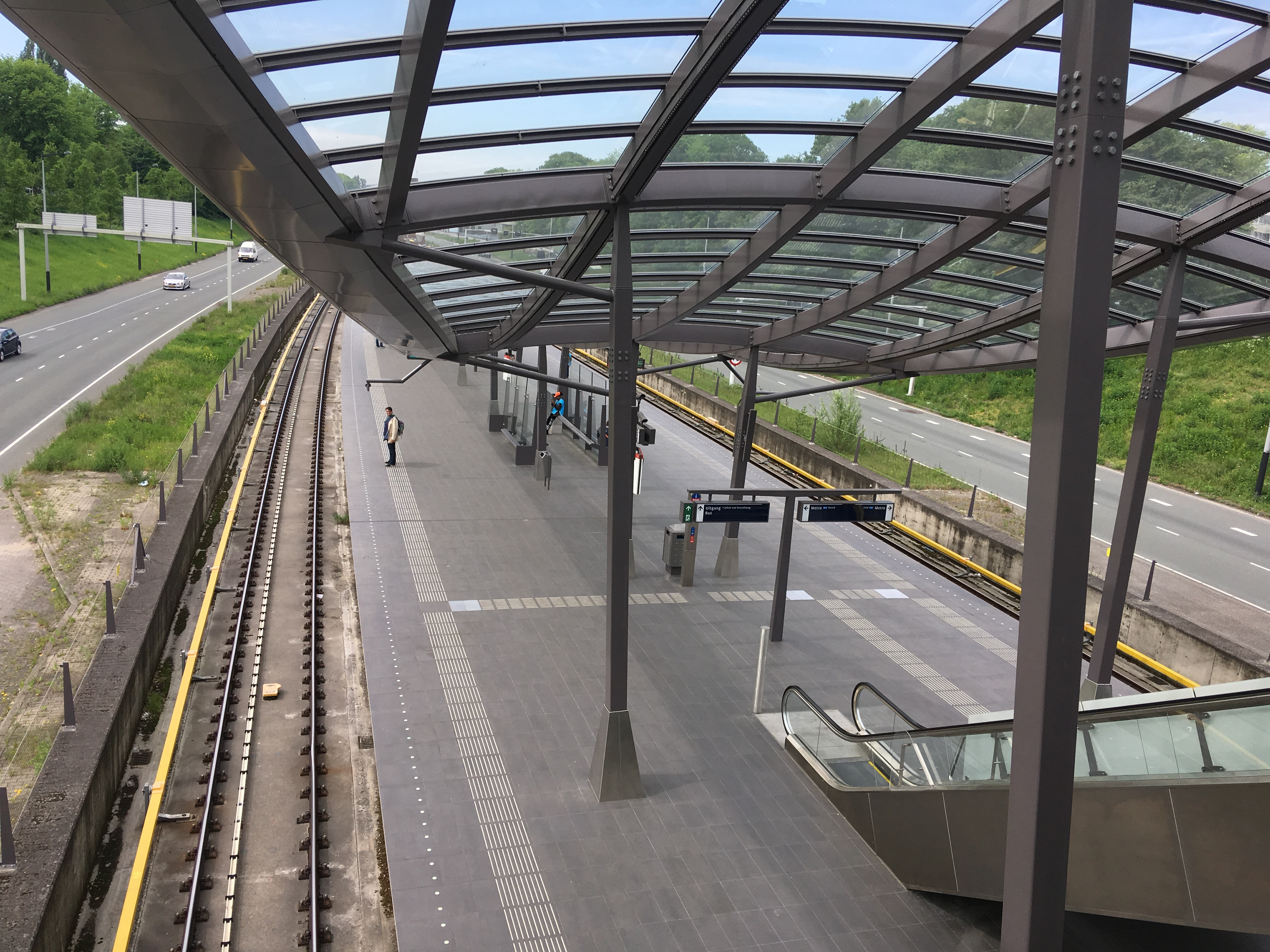
Perron metrostation Noorderpark
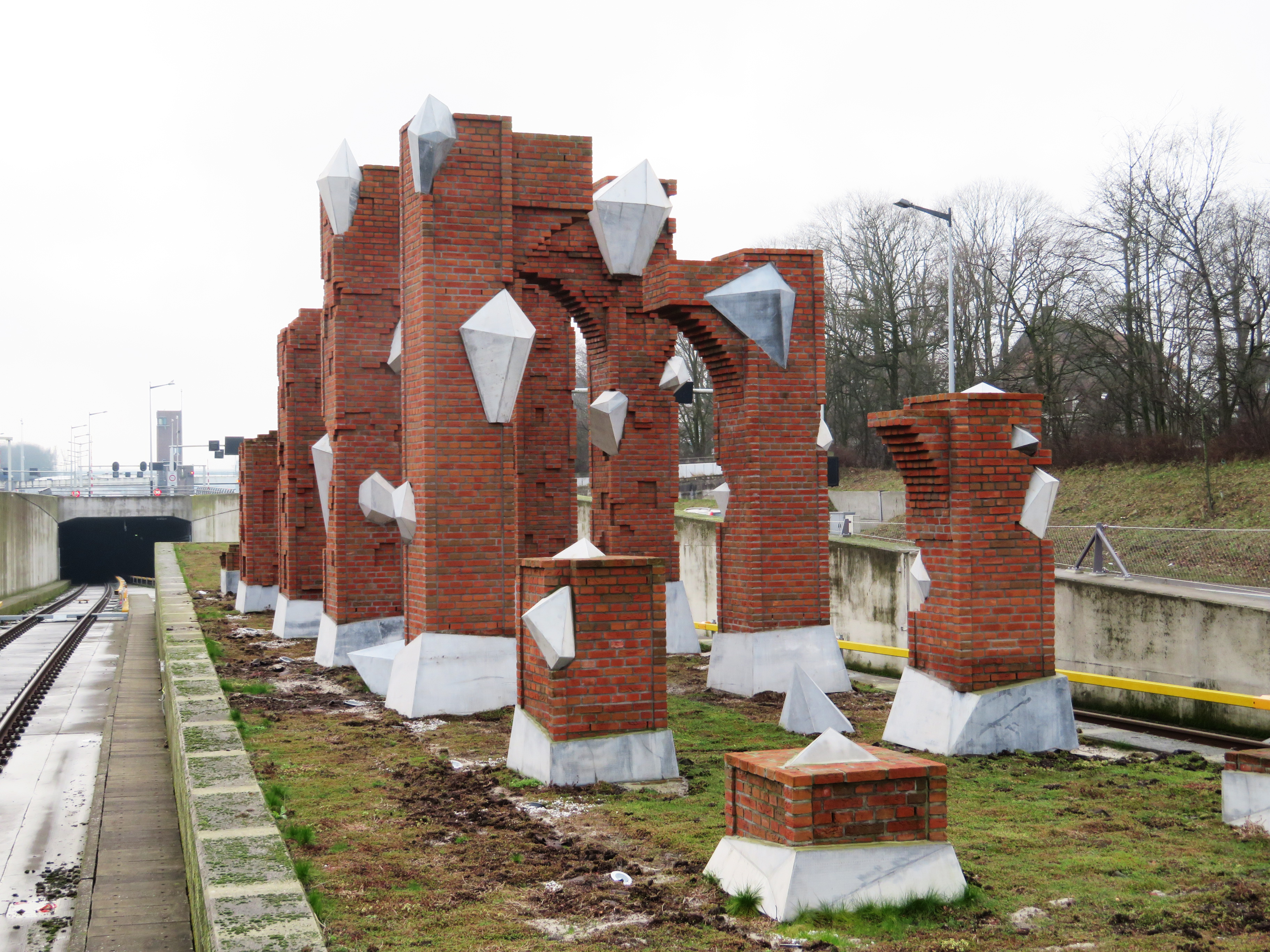
De Poorten van Noord
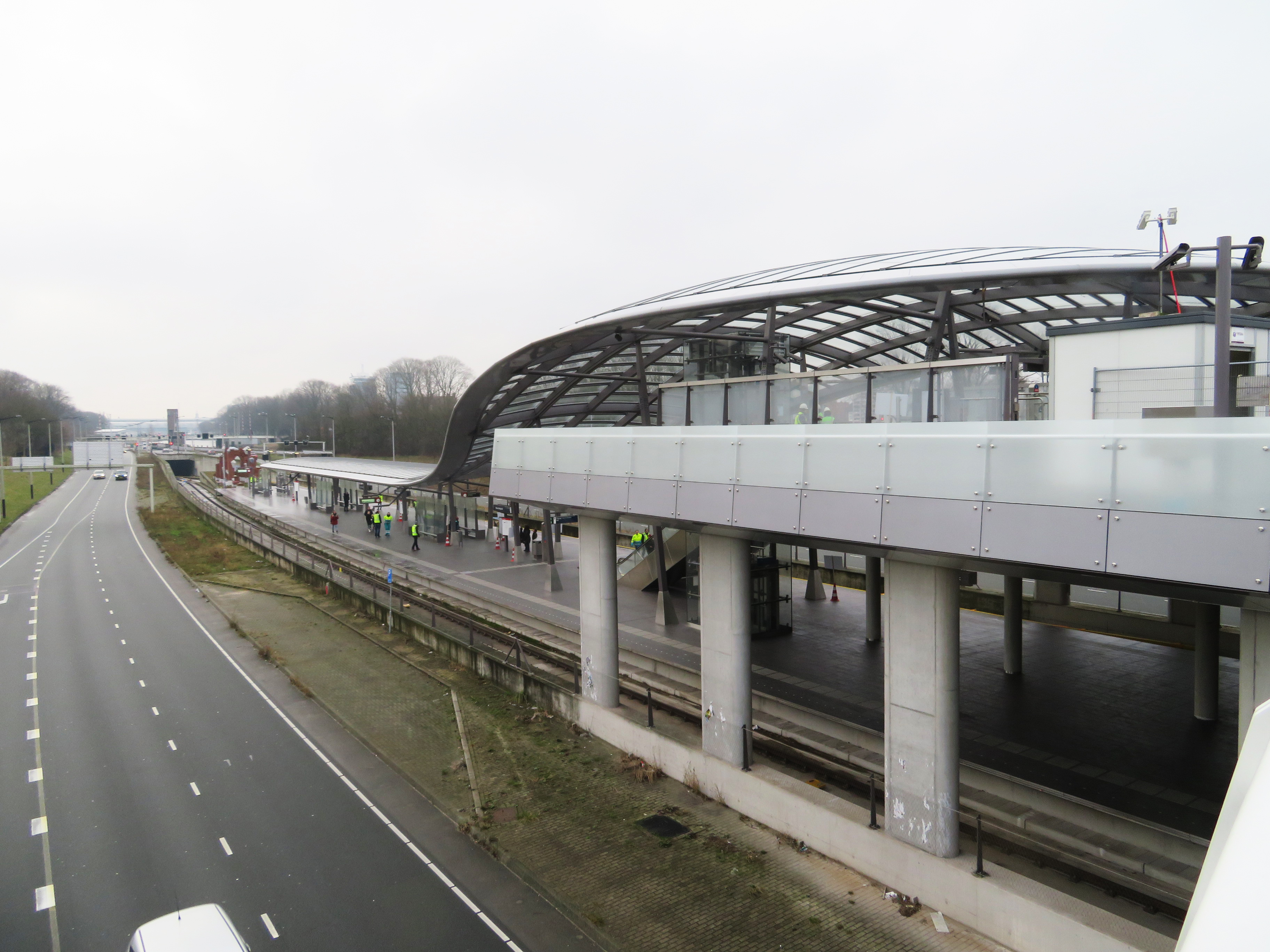
Zicht vanaf het viaduct richting het IJtunneltracé
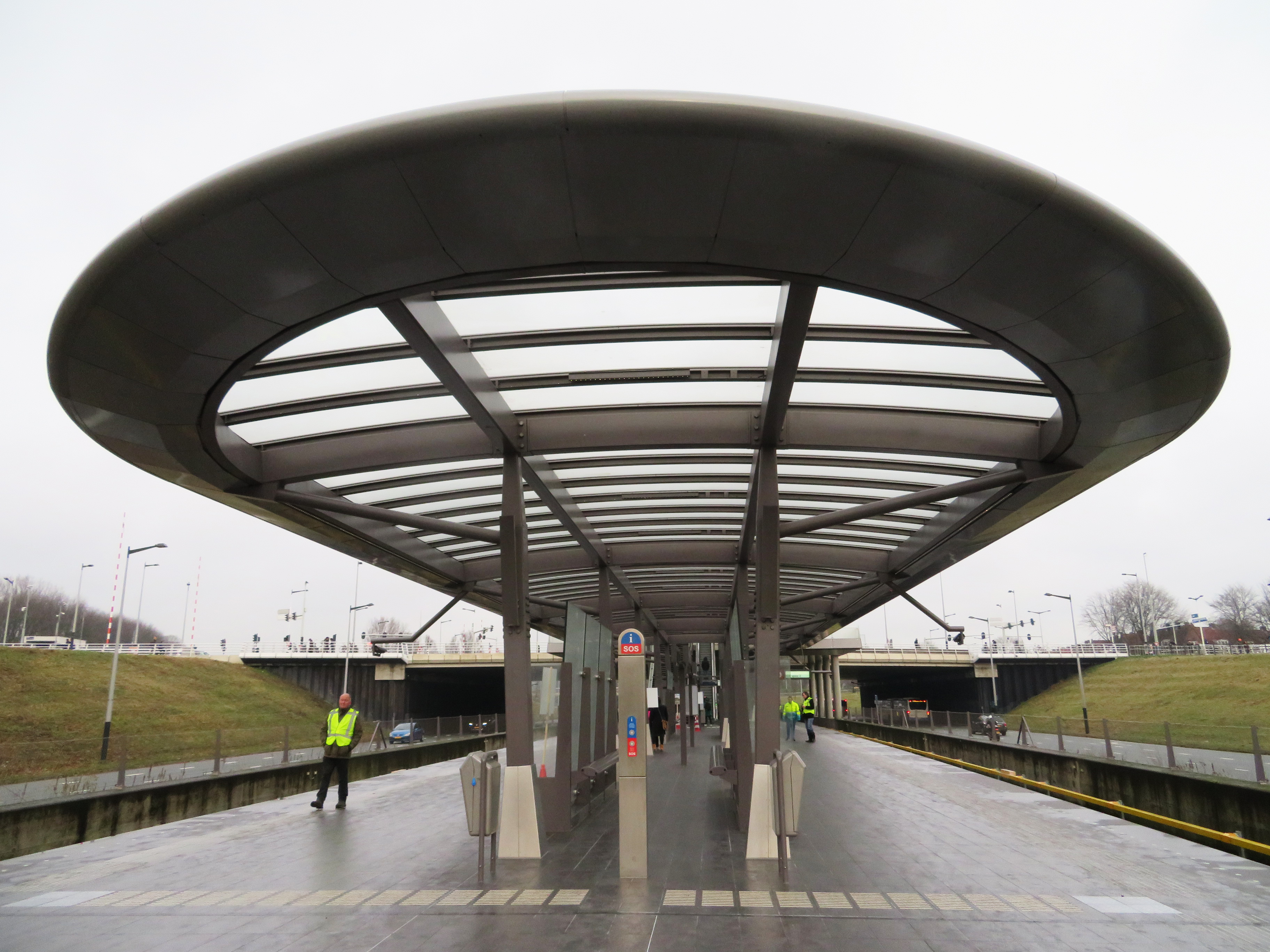
Perronkap metrostation Noorderpark
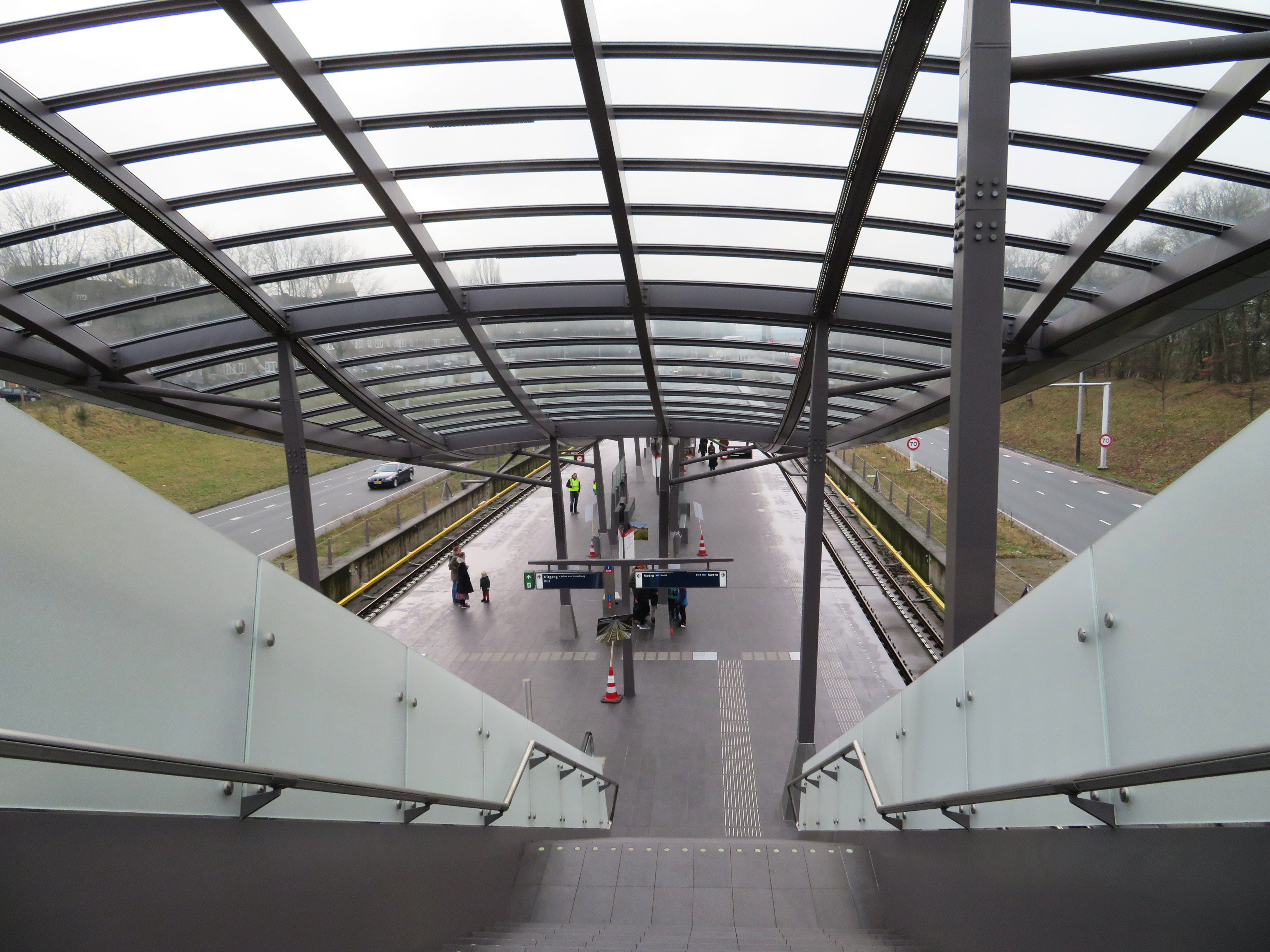
Trap en perronkap metrostation Noorderpark